# Lepidochitona caboverdensis
Lepidochitona caboverdensis är en blötdjursart som beskrevs av Kaas och Dieter Strack 1986. Lepidochitona caboverdensis ingår i släktet Lepidochitona och familjen Ischnochitonidae. Inga underarter finns listade i Catalogue of Life.